# De Candido
De Candido è un cognome di lingua italiana.

## Origine e diffusione

### Origine
Il cognome "De Candido" ha diverse possibili origini. Potrebbe derivare dal nome medievale "Candido", che nell'onomastica augurale significa "puro, dall'animo candido". Un'altra ipotesi è che il cognome sia legato al nome etnico dell'isola di Candia (l'attuale Creta) o al toponimo Candida in provincia di Avellino, oppure ancora al toponimo San Candido, in Sudtirolo.

### Diffusione
Il cognome "De Candido" è diffuso in diverse regioni d'Italia, con una presenza significativa in Veneto, principalmente nel bellunese.